# Eleanore Sullivan
Anna Eleanora Franchi, dite Eleanore Sullivan ou Madame Craufurd (12 juin 1750 - 14 septembre 1833), est une courtisane et danseuse italienne originaire de Lucques.
D'une grande beauté, elle est principalement connue pour sa relation avec Axel de Fersen, un intime du cercle de la reine Marie-Antoinette. Elle participe avec lui à l'affaire dite de la « fuite de Varennes », tentative avortée de la famille royale française de quitter la France le 20 juin 1791.
Salonnière, elle fut proche sous l'Empire de Talleyrand et de Joséphine de Beauharnais.

## Biographie
Eleanora Franchi nait le 12 juin 1750 en république de Lucques, fille d'un tailleur. Elle devient danseuse de ballet et à l'âge de quinze ans elle épouse Martini, un danseur dans une compagnie de théâtre itinérante, mais devient veuve peu de temps après. Lors du carnaval de Venise elle rencontre Charles II de Wurtemberg et devient sa maîtresse. Elle a deux enfants naturels avec lui : Eugen Franchi, né le 5 octobre 1768, et Eleonore Franchi, née le 17 janvier 1771, qui devient Freiin von Franquemont.
Courtisane, Eleanore fut, dit-on, un moment l'amante de Joseph II, empereur du Saint-Empire mais elle est exilée par sa mère, Marie-Thérèse d'Autriche.
À Paris, elle épouse un officier irlandais nommé Sullivan et le suit en Inde. Une fois là-bas, elle rencontre Quentin Craufurd, un riche homme d'affaires écossais, cadre dirigeant de la Compagnie britannique des Indes orientales, et devient sa maîtresse, avant de retourner en Europe avec lui.
À partir de 1783, elle est l'hôtesse de Craufurd avec qui elle vit dans un hôtel particulier rue de Clichy à Paris, l'hôtel Rouillé d’Orfeuil, où elle se fait remarquer par son charme. Le couple y tient un salon, où se croisent des hommes politiques britanniques et de hautes personnalités aristocrates françaises. Au cours de ces soirées, Crauford rencontre Axel de Fersen,,.
Vers 1789, Axel de Fersen devient l'amant d'Eleanore — avec Craufurd, il forme un curieux ménage à trois. Le trio fréquente alors le cercle intime de la reine Marie-Antoinette à Versailles. La reine entame une relation épistolaire soutenue avec Fersen. Cette relation a été analysée par les biographes et historiens qui souhaitent déterminer si Fersen et Marie-Antoinette ont été amants. La relation de Fersen avec Sullivan est confirmée comme étant sexuelle, et sa sœur et confidente Sophie Piper le lui a reproché par considération pour les sentiments de Marie-Antoinette, comme en témoignent deux extraits de lettres de Sophie à Axel : « J'espère vraiment qu'Elle ne le saura jamais, car cela lui donnerait grande douleur », et : « Pensez à Elle, la pauvre, épargnez-lui de si mortels chagrins ! ». Sophie est la confidente de son frère concernant sa relation amoureuse avec Marie-Antoinette, tout comme il était aussi le confident de sa sœur concernant sa liaison extraconjugale avec le baron Evert Taube. Dans leur correspondance, il se référait généralement à Marie-Antoinette simplement comme « Elle » avec une majuscule. Par considération pour la réputation de la défunte reine Marie-Antoinette, la correspondance d'Axel de Fersen a été censurée et même brûlée lorsqu'elle contenait des éléments considérés comme nuisibles à sa mémoire.
Au printemps 1791, Sullivan et Craufurd sont mêlés à l'organisation de la fuite de Varennes. Craufurd cache la voiture, qui doit être utilisée par la famille royale, dans l'écurie de son hôtel, tandis qu'Eleanore Sullivan fait l'intermédiaire financier, en fournissant à la famille royale un tiers de l'argent nécessaire, des liquidités indispensables au voyage. Sullivan et Craufurd parviennent à rejoindre Bruxelles, qui est le point de rendez-vous, mais la fuite de la famille royale échoue. Sullivan et Craufurd retournent ensuite à Paris. Début 1792, Axel de Fersen est présent à Paris, sous une identité secrète, celle d'Eugen Franchi, le fils d'Eleanore, puis, hébergé par Craufurd, il tente d'organiser une nouvelle évasion de la famille royale, en pure perte.
En avril 1792, Eleanore Sullivan et Quentin Craufurd quittent la France pour les Pays-Bas autrichiens. À cette époque, Eugen, le fils de Sullivan, meurt célibataire et sans descendance. Sullivan et Craufurd vivent en exil à travers l'Europe durant dix ans. Il est possible que Fersen et Sullivan se soient revus, avant 1799. Le couple est proche des familles d'émigrées royalistes. Craufurd, qui possèdent des fonds placés à Londres, leur vient en aide.
En 1801, Eléonore, la fille de Sullivan, épouse l'officier français Alfred Gaspard Grimod d'Orsay (1775-1843) avec qui elle a une descendance prestigieuse : le dandy Alfred d'Orsay et Ida d'Orsay (1802-1882), qui épousera Héraclius de Gramont.
Avec la paix d'Amiens, le couple Sullivan-Crauford peut rentrer d'exil à Paris, en 1802. Ils officialisent leur union par un mariage civil et religieux. Proches de Talleyrand et de Joséphine de Beauharnais, ils résident dans un premier temps à l'hôtel de Matignon qu'ils revendent à Talleyrand en 1807. Ils demeurent ensuite en un hôtel particulier rue d'Anjou. Eleanore tient de nouveau un salon. Le couple est étroitement surveillé par la police impériale, mais Talleyrand demeure leur protecteur.
Avec la chute de l'Empire, Craufurd parvient à récupérer une grande partie de ses fonds spoliés durant la Révolution. Le couple est désormais proche des Bourbons revenus au pouvoir.
Mort en novembre 1819, Craufurd laisse par testament l'usufruit de ses biens, considérables, à son épouse.
Eleanore Craufurd meurt en son hôtel rue d'Anjou le 14 septembre 1833. Sa fille meurt la même année qu'elle.